# Beuronská umělecká škola
Beuronská umělecká škola byla pro chlapce (obláty) založena německým sochařem, malířem a architektem Desideriem Peterem Lenzem v roce 1894. O dva roky později Peter Lenz (1832–1928) začal i s uměleckou výchovou benediktinek v opatství sv. Gabriela v Praze. Své nejúspěšnější následovatele Lenz našel v nizozemských spolubratrech, ve Willibrordu (Janu) Verkademu (1868–1946) a v Adelbertovi (Carl) Gresnigtovi (1877–1956). Všichni tři přechodně pobývali v Praze, kde se podíleli na výzdobě kostela Zvěstování Panny Marie při klášteře sv. Gabriela. Umělecké památky, především fresky, ovlivnily pozdější české umělce, především architekta Jana Kotěru (1871–1923) a malíře Alfonse Muchu (1860–1939).

## Lenzův kánon geometrické teologie
Po vstupu do benediktinského kláštera v Beuronu zde Peter Lenz přijal řeholní jméno Desiderius a stal se zde vedoucí osobností tzv. Beuronské umělecké školy. Při hledání způsobu, jak zobrazovat sakrální umění se zaměřil na studium proporcí lidského těla, přičemž vycházel z kánonu staroegyptského umění. Své představy prezentoval na čelním zobrazení mužského a ženského aktu konstruovaného na základě rovnostranných trojúhelníků, čtverců a kruhů. Zvláštní význam v Lenzově kánonu měl šestiúhelník tvořený zaklesnutím dvou rovnostranných trojúhelníků do tzv. hexagramu. V této „míře“ mužského a ženského těla se tak propojilo náboženství, umění a matematika. Principy kánonu lidského těla Desiderius Lenz sepsal ve dvacátých letech 20. století. Text byl však málo srozumitelný a tak ho nechal upravit spolubratrem Willibrordem Verkadem. Upravený text však nebyl nikdy nalezen, takže hlavní ideje kánonu se našly až ve Verkadeho strojopisu z roku 1938.

## Lenzovi beuronští spolupracovníci

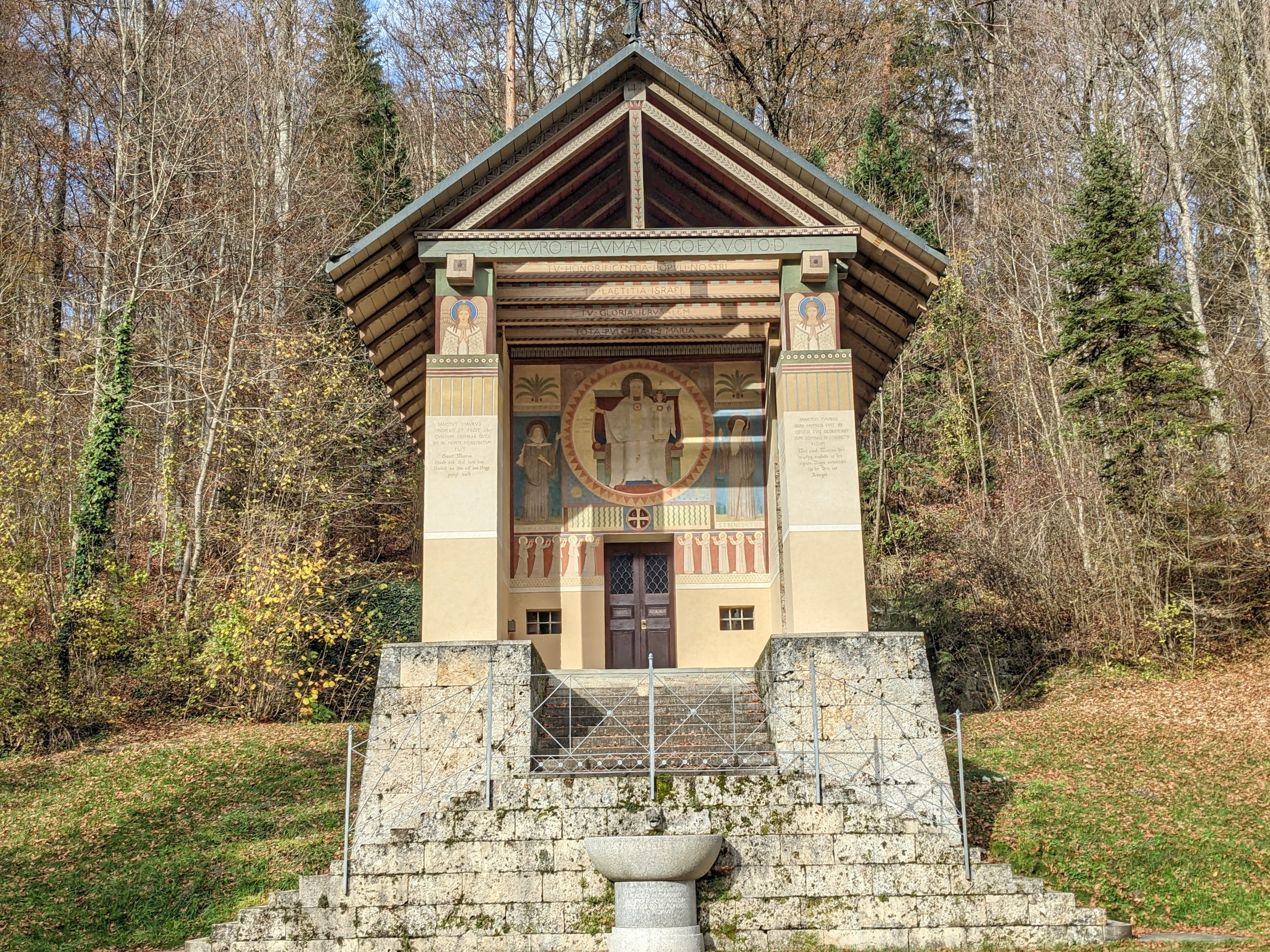
Kaple sv. Maura (Lenzův realizovaný návrh z 1868; Beuron, Německo)

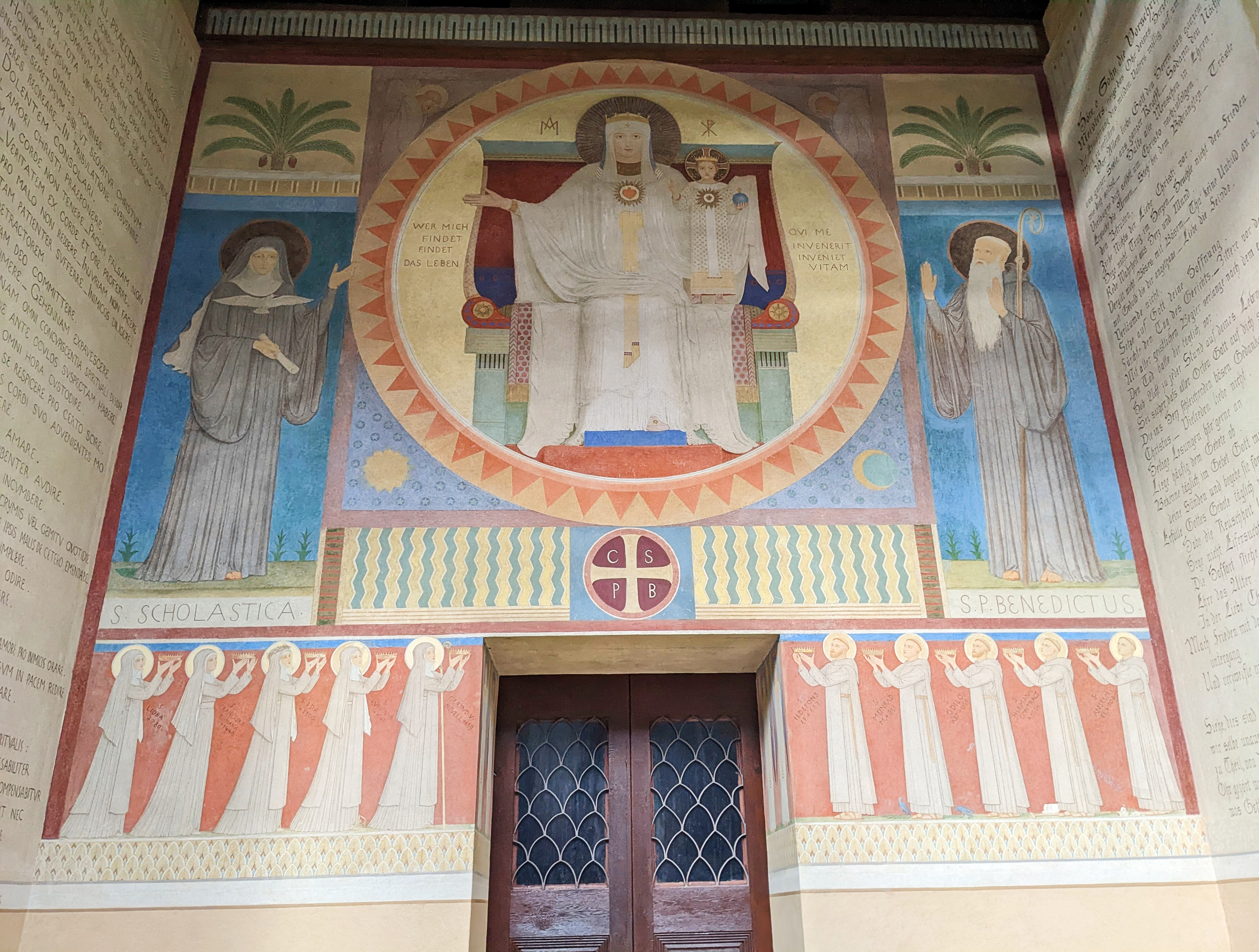
Vnitřní výzdoba Kaple sv. Maura (1868; Beuron, Německo)

Hlavními reprezentanty Beuronské umělecké školy, vedle Desideria (Petera) Lenze, byli páter Willibrord (Jan) Verkade a páter Adelbert (Carl) Gresnigt, oba členové benediktinského řádu. Desiderius Lenz byl především architekt a malíř, ale z jím navržených staveb byla realizována jen kaple sv. Maura v Beuronu, včetně návrhu na její malířskou výzdobu. V té době Lenzovy malby již nezapřely, že jejich autor byl žákem postimpresionistického malíře Paula Gauguina (1849–1903), ale i znalcem teoretických úvah Maurice Denice (1870–1943), mluvčího skupiny Nabistů, jejichž umění vznikalo pod vlivem Gauguinova díla. Toto umělecké poučení silně ovlivnilo nizozemského malíře a beuronského kněze Willibrorda (Jana) Verkadeho. Při svých studijních cestách po Evropě se roku 1892 ve Fiesole poprvé seznámil se základy Beuronské umělecké školy, jak je formuloval Desiderius Lenz. V roce 1897 byl Verkade přijat do noviciátu v Beuronu, kde získal jméno Willibrord, a v roce 1902 byl zde vysvěcen na kněze. Z té doby pocházejí jeho malby na průčelí klášterního kostela Nanebevzetí Panny Marie v Beuronu, v jehož štítě namaloval sv. Martina na koni.

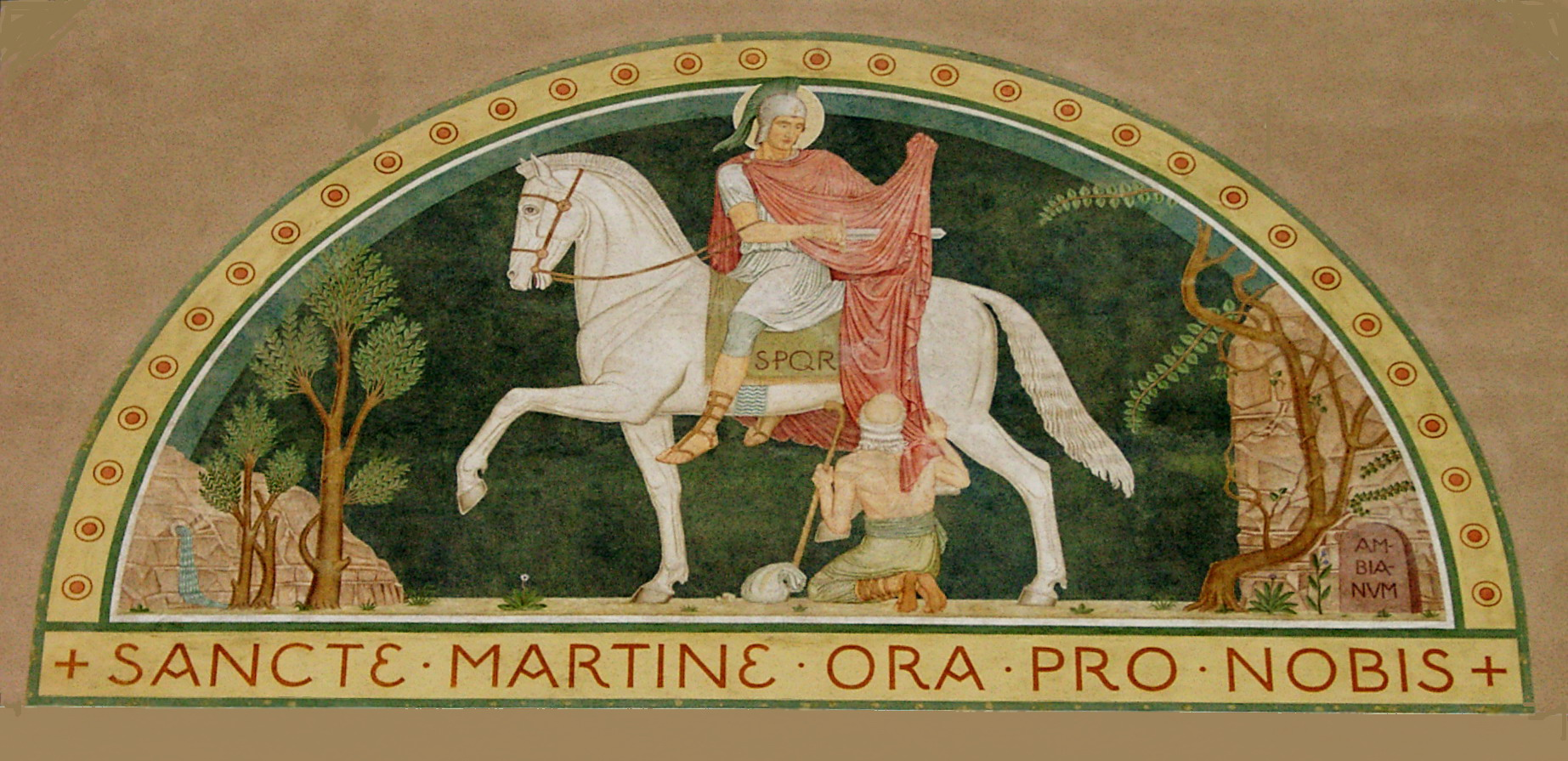
Svatý Martin se dělí se žebrákem o plášť (freska, kterou namaloval Willibrord Verkade v roce 1899/1900; Beuron, Německo)

Na počátku 20. století však došlo k názorové roztržce mezi Desideriem Lenzem a Willibrordem Verkadem, který začal vnímat Lenzův „kánon geometrické teologie“ za příliš omezující pro jeho další tvorbu. Ani jako kněz však Verkande nepřestal být umělecky činný. Svá díla začal prezentovat na výstavách secesního umění (Vídeň 1905; Cáchy 1907), které organizoval Josip Plečnik (1872–1957) tak, aby měly blízko k umění beuronské školy. V dalších desetiletích Verkande pracoval v benediktinském klášteře na Monte Cassinu (1903), v převorství Sion v Jeruzalémě (1909/11)a nakonec se vrátil do Vídně, kde dokončil výzdobu kaplí v Döblingu (1913/14).
Poslední z trojce výše zmíněných beuronských umělců byl Adelbert (Carl) Gresnigt, nizozemský malíř, sochař a architekt, který v roce 1895 odjel do benediktinského kláštera v Beuronu, aby se zde seznámil se svými budoucími učiteli. Především zde navázal úzkou spolupráci s Willibrordem Verkadem. Těžištěm jeho působení se však stal klášter sv. Gabriela v Praze. Zde namaloval své první fresky, jmenovitě Král David s harfou a Svatá Cecilie s lyrou. Přitom na Gresnigtově vyobrazení velkého anděla upoutává jeho oblečení v byzantském stylu. Po odchodu z Prahy působil v Itálii (klášter na Monte Cassinu), v Brazílii (kostel São Bento v São Paulo), Spojených státech (zařízení kostela v Bronxu, N. Y.) a v Číně, kde v letech 1926 až 1933 vytvořil „čínsko–křesťanský architektonický styl“, což dokládají jeho návrhy církevních staveb (např. Katolická universita v Pekingu). Poté se vrátil do Evropy, kde působil jako malíř a sochař.

## Beuronská umělecká škola a Praha

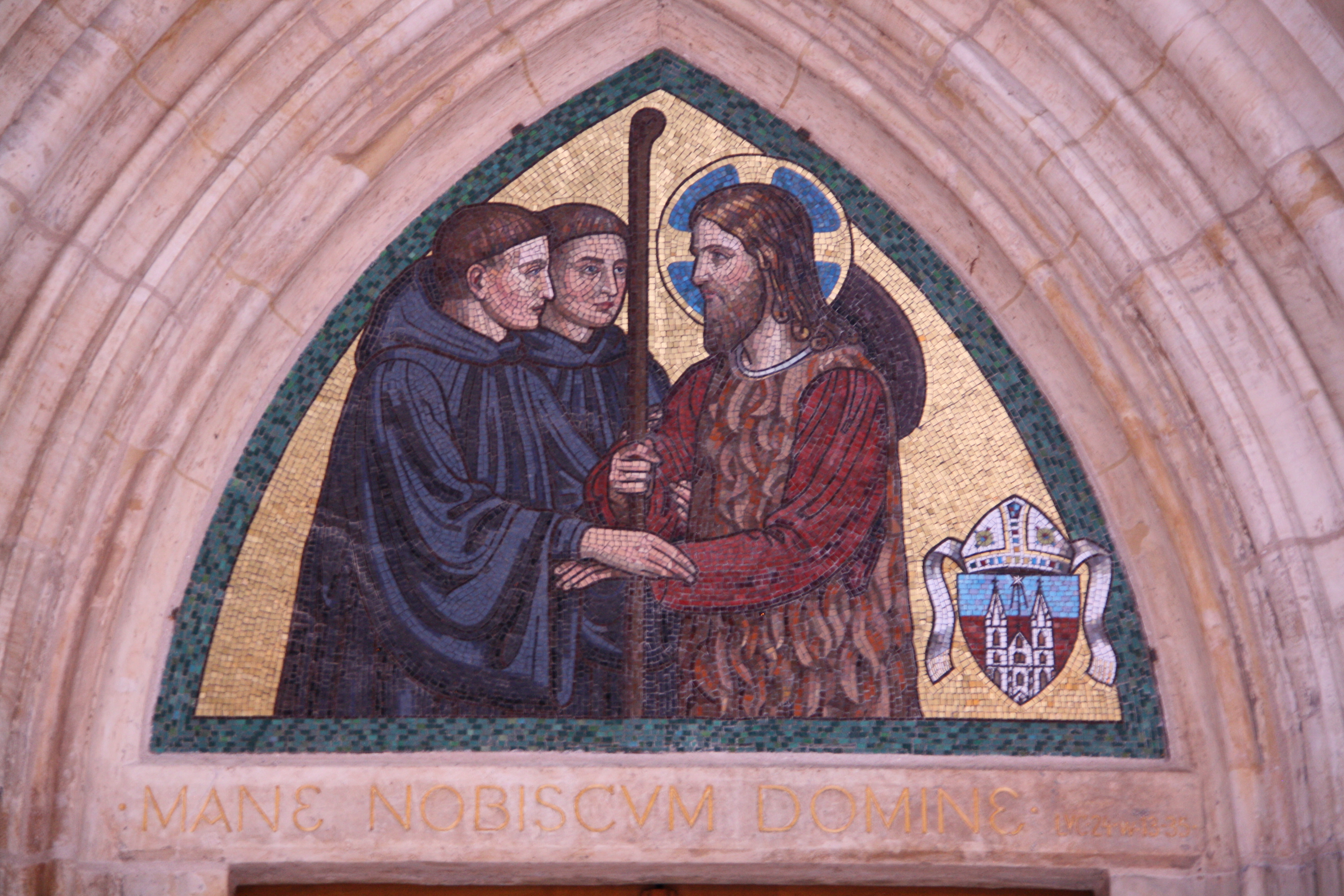
Benediktinští mniši a Ježíš Kristus (portál kostela Panny Marie s mozaikou ve stylu Beuronské školy, Emauzy, Praha, ČR)

V 70. letech 19. století vrcholilo napětí mezi Německým státem a církevními institucemi, což vedlo k odchodu beuronské komunity do Rakouska. V roce 1875 se větší část mnichů přesunula do Volders a k ní se o rok později přidal i Desiderius Lenz. V roce 1880 někteří mniši odešli z Volders do Emauzského kláštera v Praze Na Slovanech. Desiderius Lenz zde navrhl výzdobu Císařské kaple, na jejíž čelní stěně vznikla kopie malby z italského Montecassina. V téže době Wüger začal s výzdobou klášterního kostela Panny Marie Na Slovanech. V souvislosti s povýšením kláštera v Beuronu na arciopatství se však část mnichů z Emauz vrátila do Beuronu (1886). Mniši, kteří zůstali v Čechách, však pokračovali ve výzdobě dalších církevních objektů. Dokládá to Lenzův navrhl na výzdobu seminárního kostela v Hradci Králové (1884) anebo výzdoba Beuronské kaple kláštera boromejek v Teplicích, kterou provedli benediktinští mniši z Beuronu v letech 1888/89, vedeni Wügerovým žákem Fridolinem Steinerem.

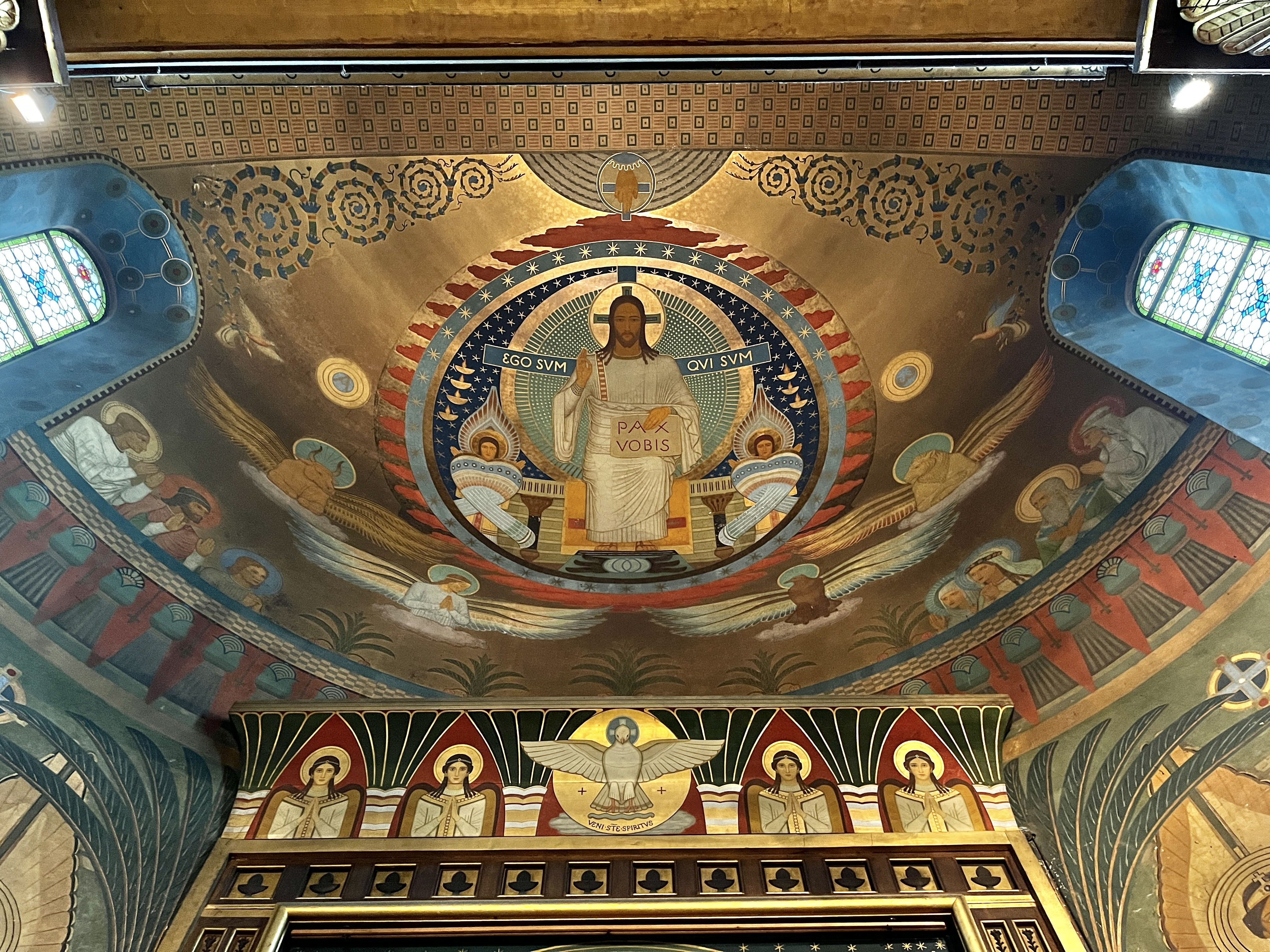
Kristus Pantokrator (freska v kostele Zvěstování Panně Marii, Praha-Smíchov, ČR)

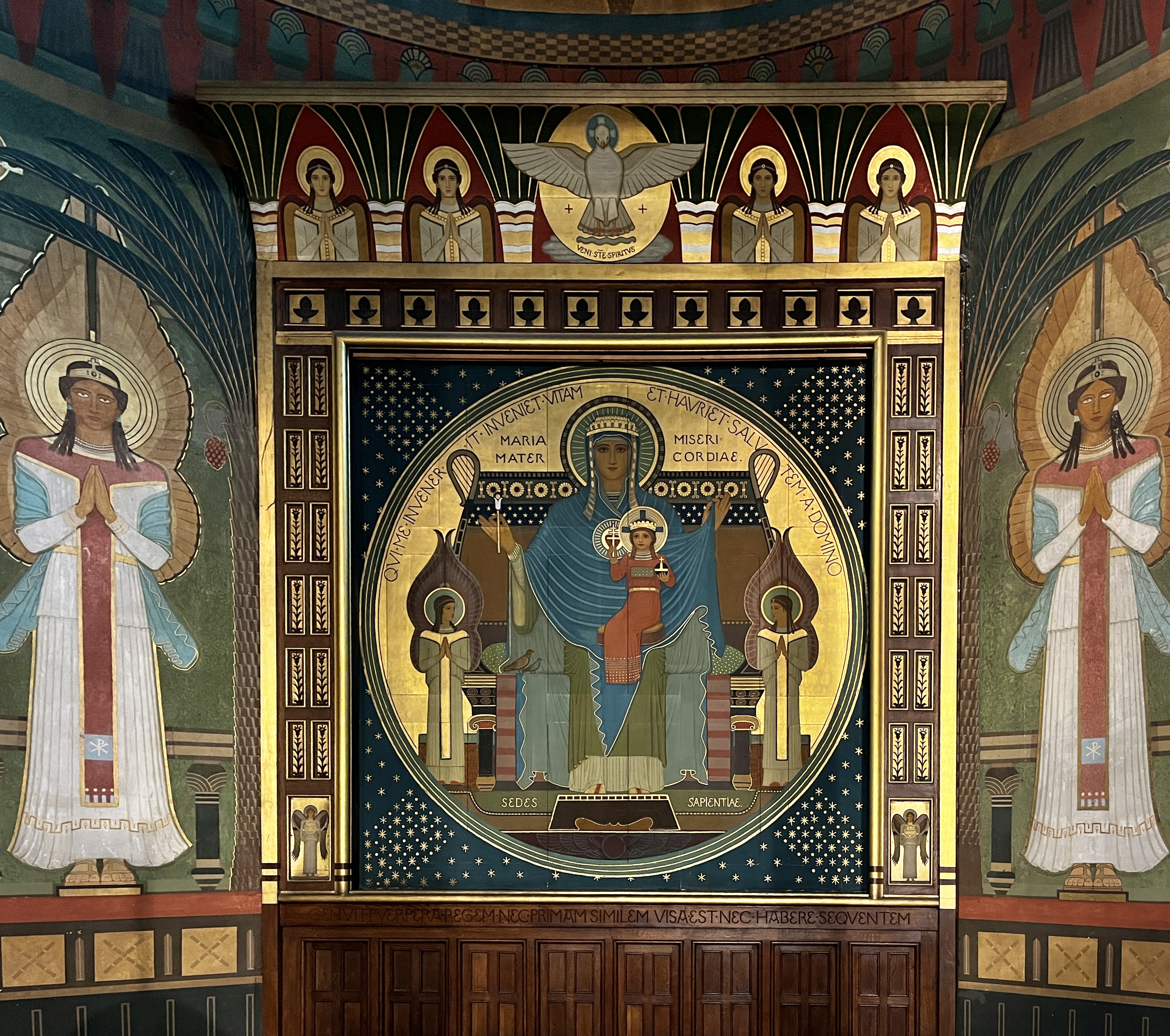
Oltářní obraz Madona Sedes Sapientiae (kostel Zvěstování Panně Marii, Praha-Smíchov, ČR)

V té době v Praze končila počáteční etapa budování kláštera benediktinek sv. Gabriela. V roce 1889 do tohoto kláštera přešly benediktinky ze Salcburku. V roce 1894 byla v Beuronu založena Beuronská umělecká škola, jejíž kněží, laičtí mniši a obláti z některých klášterů beuronské kongregace přijeli do kláštera sv. Gabriela a pod vedením Desideria Lenze zde začali s výzdobou kostela Zvěstování Panně Marii, také nazývaného Kostel sv. Gabriela. Stěny kostela a klenba apsidy v presbyteriu byly pokryty freskami podle uceleného Lenzova návrhu. Horní části apsidy dominuje freska nazvaná Kristus Pantokrator, namalovaná Willebrordem Verkadem, zatímco dolní části prostoru vévodí deskový obraz Madona Sedes Sapientiae (Madona Stolice Moudrosti) vyhotovený Desideriem Lenzem. V roce 1899 však došlo k odchodu dalších příslušníků beuronské školy a tak další práce na výzdobě kostela a kláštera převzali emauzští mniši a benediktinky, které Lenz školil v malbě, a to jak v malbě velkoplošných fresek, tak i v malbě knižních iluminací, čehož dokladem je tzv. Svatogabrielský evangeliář z přelomu 19. a 20. století, známý jako Liber evangeliorum. Asi v téže době probíhala i výstavba českobudějovického Růžencového kostela, na jehož výzdobě se podíleli mniši z pražských Emauz, v té době pracující také na výzdob prostor kláštera a kostela sv. Gabriela. Tyto práce byly definitivně ukončeny v roce 1919 odchodem benediktinek zpět do objektu v rakouském Berholdsteinu. Ale ani poté umění beuronské školy nezaniklo, což dokládá nejen výzdoba kaple Božího Srdce Páně v Opavě (1922/29) nebo kostela Sv. Rodiny v Praze-Řepích (1933/34), stejně jako nástěnná malba provedená v beuronském stylu v kladenském kostele sv. Václava (1937). Výzdoby církevních objektů v Řepích a v Rozdělově se ujal bratr Antonín Vrbík OSB (1870–1939) z Emauz. Současně s výzdobou církevních prostor v období první třetiny 20. století vznikla také interiérová vybavení, včetně mešního nádobí, které pro kostel Sv. Gabriela vyhotovil podle Lenzových nákresů pražský zlatník Jindřich Grünfeld.

## Umělecko-historický význam Beuronské umělecké školy
Umění Beuronské školy zahrnuje období od založení benediktinského kláštera svatého Maura v Beuronu (1863) až do 30. let 20. století, kdy se páter Adelbert Gresnigt vrací z Číny do Evropy (1932). V souvislosti s výstavbou a výzdobou kláštera v Beuronu se kolem bratří Petera Lenze a Jacoba Wügera formovalo nové pojetí křesťanského umění podle vzorů pocházejících ze starověkého Egypta. Základem se stal Lenzův princip „geometrického kánonu“. Po odchodu mnichů z kláštera v Beuronu (1875) se umění Beuronské školy začalo šířit z Německa do Evropy (Praha, Vídeň, Řím), kde na počátku 20. století bylo vystřídáno secesí. Proto se její těžiště přesunulo do zámoří (Brazílie, USA, Čína). Přitom hlavním cílem Beuronské umělecké školy byla snaha po obnově předgiottovského křesťanského umění.